# 修了式
修了式（しゅうりょうしき）とは、学校等で学業の修了にあたり行う式典のことである。日本の小学校・中学校・義務教育学校・高等学校・中等教育学校および特別支援学校（以下「学校」）では学年の終わり、すなわち一般的に年度の終わりに行うのが普通である。このため、各学年の最終学期の終わりには終業式は置かれない。また、卒業にあたっては卒業式が行われるため、最上級生は出席しない（ただし、東京都など一部の学校では卒業式の前日に修了式が行われるので、卒業生も修了式に出席する）。
日本の学校においては、修了式は始業式、終業式、入学式、卒業式などと並び、特別活動の中の学校行事で、儀式的行事に分類される学習活動である。
修了式では、該当学年の学業が修了したことを祝い、記念し、証明するために、また高等学校では、該当学年の単位の履修及び修得を証明するために修了証書を交付する。また、一般に通知表が手渡される。通知表に修了証明文が記載されている場合もある。なお、学校によっては修了式と同時に離任式を行う学校もある。ただし、小中高一貫教育などの小学校では卒業式の当日に修了式が行われるので、卒業生も修了式に出席する。 